# Cannabinolo
Il cannabinolo (CBN) è un cannabinoide aventi deboli proprietà psicoattive. Il cannabinolo è un artefatto prodotto dalla degradazione del tetraidrocannabinolo (THC) non rilevabile nella pianta o nell'infiorescenza fresca e accuratamente essiccata
Il CBN agisce come un agonista debole dei recettori CB1, ma ha una maggiore affinità per i recettori CB2, e ha minore affinità sui recettori se paragonato al THC. Per via della sua discreta selettività come agonista nel recettore CB2, è usato sperimentalmente come immunomodulatore .
Dalla concentrazione di cannabinolo alcuni studi ritengono si possa stimare l'età dei cannabinoidi.
A causa degli scarsi studi, si conosce ancora ben poco di questo cannabinoide, ma la sua percentuale nella cannabis per uso medico, è spesso tenuta in considerazione assieme a THC e CBD grazie alle sue capacità di ridurre l'insonnia ed aumentare l'appetito. 
È stato virtualmente stimato che 5 mg di CBN corrispondano a 10 mg di Diazepam a paragone per effetti ipnotico-sedativi.